# خط خون (فیلم ۲۰۱۸)
خط خون (به انگلیسی: Bloodline) فیلمی محصول سال ۲۰۱۸ و به کارگردانی هنری جاکوبسون است. در این فیلم بازیگرانی همچون شان ویلیام اسکات، ماریلا گاریگا، دیل دیکی و کوین کارول ایفای نقش کرده‌اند.